# Saint-Pierre-d'Entremont, Savoie
Saint-Pierre-d'Entremont, Savoie là một xã thuộc tỉnh Savoie trong vùng Auvergne-Rhône-Alpes ở đông nam nước Pháp.